# 谭德塞
（羅馬化：Tedros Adhanom Ghebreyesus；1965年3月3日—），也译作特沃德罗斯·阿达诺姆·盖布雷耶苏斯，埃塞俄比亚政治人物、学者、公共卫生领域专家，提格雷尼亚人。2005年至2012年在埃塞俄比亞政府擔任衛生部長，並於2012年至2016年擔任外交部長。自2017年起担任世界卫生组织总干事。

## 个人经历

### 早期經歷
譚德塞生于衣索比亞帝國厄立特里亚省阿斯馬拉（現為厄立特里亚首都），他的父親是一名軍人。1986年，譚德塞取得阿斯马拉大学生物学学士學位。大学毕业後，以初级公共卫生专家的身份加入德尔格政权的卫生部。1991年门格斯图的统治被推翻後，他前往英国伦敦攻读研究生。1992年取得英国倫敦衛生與熱帶醫學院傳染病免疫學碩士學位，2000年取得諾丁漢大學社區衛生哲學博士學位，在學期間他研究水壩對埃塞俄比亞提格雷州瘧疾傳播的影響。

### 擔任政府及國際组织要職

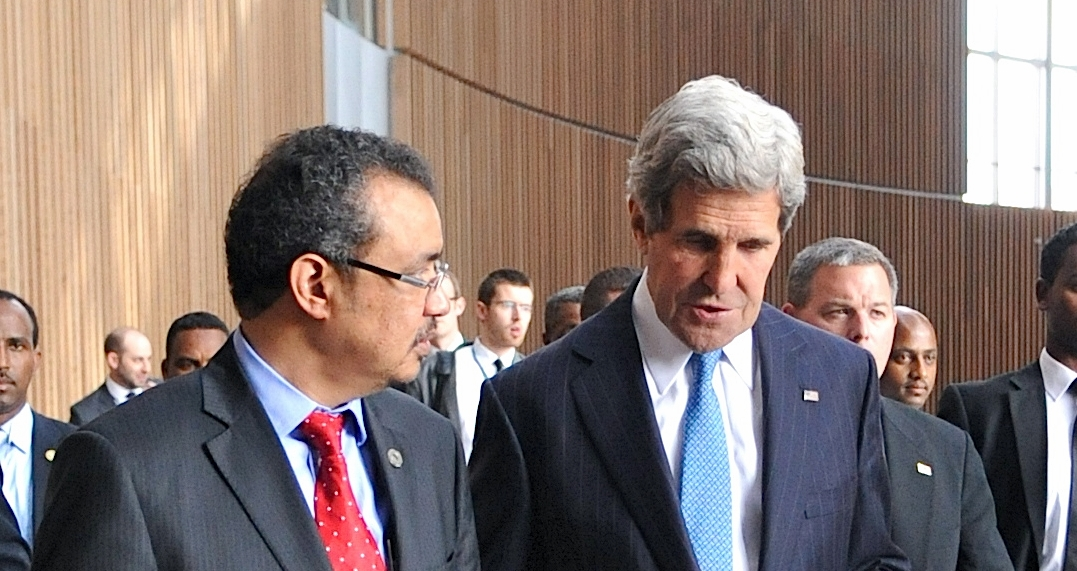
2013年，外交部長譚德塞與美國國務卿約翰·克里出席非洲聯盟50週年大會

2001年，譚德塞學成歸國，任提格雷州卫生局局长。擔任提格雷州衞生局長後，他發表了多篇文章研究提格雷州修建的小水壩帶來的瘧疾問題，從中得出不減少建造水坝，而是應該更多地把水壩建在1900米以上地區、並且遠離村莊此一結論，其本意是在不犧牲發展的前提下，解決公共衞生問題。2003年下半年，任卫生国务部长（副部长级）。2005年10月，被总理梅莱斯·泽纳维任命为卫生部长。
在衛生部長任上，譚德塞參與一系列衛生系統的全面改革工作，包括擴展該國的衛生基礎設施。2005年開始，他在提格雷地區推行「衞生服務推廣項目」。根據谭德塞的簡歷，在2005年至2012年間，他在當地建立了3500個衞生中心，16000個衞生站，將嬰兒死亡率降低了三分之二（嬰兒死亡率從2006年的每千名活產嬰兒123例死亡減少到2011年的88例），愛滋病感染率降低了90%，瘧疾死亡率降低了75%，增加了包括醫生和助產士在內的衛生幹部人數，培養了38000名衞生推廣工作人員。這些衞生推廣工作人員多為從學校畢業的女學生，他們受到一年的醫學培訓，以有限的技能向農民傳授一些關於愛滋病、瘧疾防治的知識，以及提供簡單的醫療上門或診療服務。這些醫療基礎設施的建設和人員配備，使埃塞俄比亞對外界醫療援助的依賴程度降低了35%。從2007年開始，他先後在2007年至2009年擔任減瘧夥伴項目的主席、於2009年至2010年任聯合國愛滋病聯合規劃署主席、2009年至2011年任全球抗擊愛滋病、結核病和瘧疾基金會的董事會主席，並且從全球動員了大量資金支援埃塞俄比亞。例如在2011年，埃塞俄比亞從美國全球健康倡議「GHI plus」獲得4.1億美元的援助，其中79%用於抗擊愛滋。
2012年，谭德塞轉任外交部長，任職期間他在埃塞俄比亞復興大壩這一座超級大壩引起的分水問題上在蘇丹、埃及和國際組織中斡旋，2013年一次總統內部會議中，一段顯示有埃及要員提議支持埃塞俄比亞反政府武裝破壞大壩建設的影片外泄，引發外交危機，經谭德塞斡旋後埃塞俄比亞和埃及外長才達成和平協議。

### 世界卫生组织总干事（2017年至今）

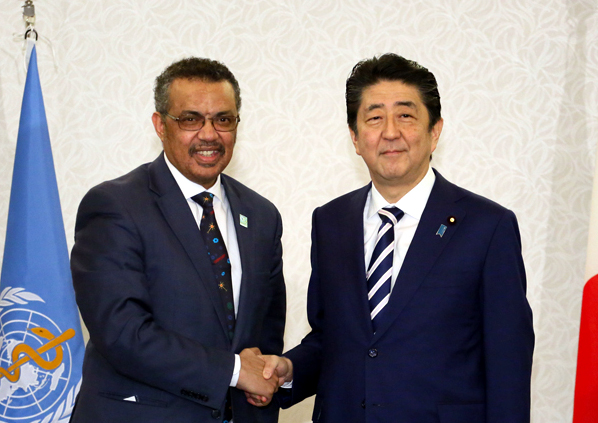
2017年，譚德塞與日本首相安倍晉三會面

2016年1月，非洲联盟大会推荐谭德塞为世界卫生组织总干事候选人。2017年5月23日，世界卫生大会选举他为候任总干事。2017年7月1日，谭德塞成為世界卫生组织第八任總幹事，接替任職10年多，來自香港的陳馮富珍。成為世卫成立以来首名来自非洲的总干事。
2022年5月24日，在没有其他候选人的情况下获得连任，任期5年。

## 争议

### 埃塞俄比亞霍亂疫情相关争议
2017年世界衛生組織總幹事競選期間，英國候選人大衛·納巴羅（David Nabarro）的顧問、美國喬治城大學全球國際衛生法歐尼爾研究所主任勞倫斯·O·高斯丁（Lawrence O. Gostin）在沒有知會和與納巴羅討論下，指控譚德塞在埃塞俄比亞擔任衛生部長期間曾三度掩蓋國內的霍亂疫情，他認為如果由一名掩蓋自己國家疫情的人掌權，世界衛生組織將會「失去合法性」，他又表示「譚德塞博士是一名很有同情心、非常稱職的公共衛生官員，但他有責任向當權者說實話，誠實地確認、報告長時間以來已被證實的霍亂疫情。」譚德塞否認相關指控，指其是當選無望的對手作出的抹黑手段。

### 任命穆加比為世衛親善大使
譚德塞上台就任世界衛生組織總幹事後約四個月，他便任命被批評是獨裁者的辛巴威總統穆加比為世衛親善大使，激起公憤，後來譚德塞撤回任命。《華盛頓郵報》有評論文章認為，任命穆加比是譚德塞回報他幫忙在非洲聯盟樁腳。

### COVID-19疫情
2019冠状病毒病疫情期间，谭德赛多次发言支持中华人民共和国政府、习近平和李克强等中方领导人及中国大陆应对疫情之表现，并表示“不主张各国从中国撤侨”、“轻易使用大流行这个词没有任何实际好处”。美国、日本、巴西及中华民国等提出了强烈质疑，批评谭德赛及世卫组织“以中国为中心”、“親中”等。美国、日本等国同时批评世卫组织于1月31日正式宣告COVID-19疫情为国际关注的突发公共卫生事件过于迟缓。
根據德國聯邦情報局調查，譚德塞與中國領導人習近平在1月21日通話時，被要求世界衛生組織不要發布病毒人傳人的訊息，及延後全球大流行的警告。德國政府的結論是由於譚德塞領導的世衛聽從中國領導人指示下令封鎖消息，全球損失4到6個星期的時間對抗病毒，如果不是世衛與中國隱瞞訊息，疫情會容易控制得多。
美国《華爾街日報》在4月5日發表社論批評譚德塞對肺炎疫情在全球蔓延是難辭其咎，社論指台灣在2019年12月31日已警告病毒有人傳人的跡象，惟世衛於2020年1月14日仍在推特稱「中國初步調查未發現明確人傳人證據」，直至一周後才改口，評論宣稱世衛因忌憚北京而延誤防疫，而罪魁禍首是世衛總幹事譚德塞，並批評世衛已成為政治化的「馬奇諾防線」。美國共和黨籍參議員玛尔塔·麦萨利接受美國福斯财经网訪問時斥責譚德塞一直幫助中華人民共和國隱瞞2019冠状病毒疫情，導致全球民眾的不必要死亡，要求他立即辭職下台。4月10日，美國參議院外交委員會委員共和黨籍议员托德·揚因認為世衛替中華人民共和國護航，要求譚德塞到美國國會出席聽證會，以說明其防疫缺失。7月，美國國務卿蓬佩奧在英國訪問時表示譚德塞被中華人民共和國收買。
就美國方面針對世卫组织的言論，非洲联盟委员会主席穆萨·法基在4月9日表示，“我对美国政府反对世卫组织全球领导地位的举动感到惊讶。现在应该把焦点放在国际社会团结应对疫情的斗争上。”南非總統西里尔·拉马福萨、法国总统马克龙等领导人也对谭德塞大力支持。联合国秘书长安東尼歐·古特瑞斯表示該病毒是「在我们的一生中是前所未有的，需要做出前所未有的反应」。世卫组织在世界抗疫中扮演关键角色必须得到支持。
2022年5月10日，譚德塞在記者會上表示不認為中國推行的清零政策可以「持久進行」，稱已經與中國專家討論有關問題。隨後，聯合國官方微博發布該消息的帖文被刪除。

### 涉「種族滅絕罪」
曾獲得諾貝爾和平獎提名的美國經濟學家大衛·斯坦曼（David Steinman）指控，譚德塞擔任過具有霍查主义背景的「提格雷人民解放陣線」領袖，涉嫌在當地強占土地、濫殺異見者。斯坦曼更表示，譚德塞曾監督在衣索比亞境內阿姆哈拉、孔索（Konso）、奧羅莫和索馬里部落的屠殺，已向國際刑事法院控訴譚犯下「種族滅絕罪」。
自從提格雷人民解放阵线发动提格雷戰争以來，譚德塞一直被埃塞俄比亚政府質疑忠誠度。埃塞俄比亚政府軍參謀總長伯哈努·朱拉（Berhanu Jula）就曾痛批，譚德塞在國外譴責政府軍的軍事行動，不僅企圖尋求他國以外交手段阻止政府軍行動，還幫提人陣爭取國際支持與軍事援助，「譚德塞盡一切努力為提人阵做事，這傢伙與叛軍根本是一夥的」。

## 外部連結
- 谭德塞的Facebook專頁
- 谭德塞的X（前Twitter）
- Huffington Post blogs by Tedros Adhanom（页面存档备份，存于）
- Ministry of Foreign Affairs - MoFA
- Tedros Adhanom Ghebreyesus - Roll Back Malaria
- Tedros Adhanom Ghebreyesus - Every Woman Every Child（页面存档备份，存于）
- Tedros Adhanom Ghebreyesus, Minister of Foreign Affairs, Ethiopia
- Tedros Adhanom Ghebreyesus | The Forum at Harvard School of Public Health
- Change OrgArchive.today的存檔，存档日期2020-03-28

| 联合国系统职务  | 联合国系统职务                | 联合国系统职务 |
| --------------- | ----------------------------- | -------------- |
| 前任： 陈冯富珍 | 世界卫生组织总干事 2017年7月— | 現任           |